# منير عوض
منير عوض (بالسويدية: Munir Awad) هو لبناني ولد في السويد. اعتقل في كينيا في عام 2007 عندما غزت القوات الأثيوبية والقوات الأجنبية الصومال، وفي عام 2009 اعتقلته الشرطة الباكستانية في باكستان بتهمة العثور على حزام ناسف في أمتعته، وفي 29 ديسمبر 2010 اعتقلته الدنمارك في كوبنهاجن بتهمة التخطيط لهجمات في الدنمارك ردًا على الرسوم الكاريكاتيرية المسيئة للنبي محمد.